# Trường Trung cấp Biên phòng 2
Trường Cao đẳng Biên phòng (cơ sở 2) tiền thân là Trường trung cấp biên phòng 2 trực thuộc Bộ Tư lệnh Bộ đội Biên phòng, Quân đội nhân dân Việt Nam là một trường cao đẳng quân sự đào tạo đội ngũ quân nhân chuyên nghiệp, nhân viên nghiệp vụ biên phòng phục vụ cho công tác quản lý, bảo vệ chủ quyền, an ninh biên giới, vùng biển, hải đảo khu vực phía Nam Tổ quốc và đào tạo học viên quốc tế cho Công an và Quân đội Hoàng gia Campuchia.

## Lịch sử
- Ngày 02/4/1980 Bộ Tư lệnh Bộ đội Biên phòng có Quyết định số 40/QĐ-QL, thành lập Trường Hạ sĩ quan Biên phòng 3.
- Ngày 20/3/1985 Bộ Tư lệnh Bộ đội Biên phòng có Quyết định số 01/QĐ-BTL, công nhận lấy ngày 02/4 hàng năm là ngày truyền thống của Trường Hạ sĩ quan Biên phòng 3.
- Ngày 11/01/1986 Bộ Tư lệnh Bộ đội Biên phòng có Quyết định số 05/QĐ-BTL về việc đổi tên Trường Hạ sĩ quan Biên phòng 3 thành Trường Nghiệp vụ Biên phòng 2.
- Ngày 28/10/1995 Bộ Nội vụ (nay là Bộ Công an) có Quyết định số 772b/QĐ-BNV, nâng cấp Trường Nghiệp vụ Biên phòng 2 thành Trường Trung học Biên phòng 2.
- Ngày 08/8/1997 Bộ Quốc phòng có Quyết định số 1016/QĐ-QP về việc sáp nhập Trường Kỹ thuật Biên phòng vào Trường Trung học Biên phòng 2 thành Trường Trung học Biên phòng.
- Ngày 14/7/2008 Bộ Quốc phòng có Quyết định số 106/2008/QĐ-BQP, đổi tên Trường Trung học Biên phòng thành Trường Trung cấp Biên phòng 2.
- Ngày 29/4/2022, Bộ trưởng Bộ Lao động-Thương binh và Xã hội ký Quyết định số 378/QĐ-LĐTBXH về việc thành lập Trường Cao đẳng Biên phòng trên cơ sở sáp nhập Trường Trung cấp Biên phòng 1 và Trường Trung cấp Biên phòng 2. Nhà trường có trụ sở chính tại thôn Kim Tràng, xã Việt Lập, huyện Tân Yên. Địa điểm đào tạo tại khu phố 2, phường Phước Nguyên, TP Bà Rịa (tỉnh Bà Rịa-Vũng Tàu).

## Cơ sở
Địa chỉ: Số 110A Đường Nguyễn Thị Định, Phường Phước Nguyên, Thành phố Bà Rịa, Tỉnh Bà Rịa – Vũng Tàu.

## Tổ chức

### Ban Giám hiệu
- Chính ủy. Pt Hiệu trưởng: Đại tá, Nguyễn Xuân Toàn.

### Các phòng, ban chức năng
- Phòng Đào tạo: Trưởng phòng: Thượng tá, TS Bùi Văn Dũng;
- Phòng Chính trị: Chủ nhiệm Chính trị: Thượng tá ThS Cao Xuân Hạnh;
- Phòng Tham mưu - Hành chính: Trưởng phòng: Thượng tá Trương Công Hải;
- Phòng Hậu cần: Trưởng phòng: Thượng tá Nguyễn Văn Luận;
- Phòng Kỹ thuật:
- Ban Tài chính: Trưởng ban: Đại úy Đào Văn Dứa.

### Các khoa giáo viên
Nhà trường hiện có 07 khoa như sau:
1. Khoa Chính trị: Trưởng khoa:
2. Khoa Quân sự chung: Trưởng khoa: Đại tá, ThS Bùi Đức Vinh;
3. Khoa Biên phòng: Trưởng khoa: Thượng tá, ThS Đỗ Văn Quynh;
4. Khoa Trinh sát: Trưởng khoa:
5. Khoa Cửa khẩu:
6. Khoa Pháp luật: Trưởng khoa: Cử nhân Thượng tá, Lưu Hữu Phương;
7. Khoa Ngoại ngữ - Tin học: Trưởng khoa: Cử nhân Thượng tá, Nguyễn Ngọc Quỳnh;

### Các đơn vị quản lý học viên
- Tiểu đoàn 1 (quản lý học viên dài hạn tập trung):

Tiểu đoàn trưởng: Thượng tá Triệu Trung Thực; Thượng tá Nguyễn Văn Thanh 
- Tiểu đoàn 2 (quản lý học viên ngắn hạn tập trung):

Tiểu đoàn trưởng: Thượng tá Đỗ Đức Thiệu; Chính trị viên: Thượng tá Phạm Đình Sỹ.
- Tiểu đoàn Quản lý học viên quốc tế:

Tiểu đoàn trưởng: Thượng tá Đặng Mạnh Tiến; Chính trị viên: Thượng tá Nguyễn Tất Thắng.

## Đội ngũ cán bộ
Trên 90% cán bộ, giáo viên có trình độ đại học; hơn 30% giáo viên có trình độ Thạc sĩ và Tiến sĩ; trên 90% giáo viên có chứng chỉ sư phạm bậc 1 và bậc 2; có 01 cán bộ được Nhà nước phong tặng danh hiệu NGND và 4 cán bộ, giáo viên được phong tặng danh hiệu NGƯT.

## Thành tích
- 01 Huân chương Bảo vệ Tổ quốc hạng Nhất
- 02 Huân chương Chiến công hạng Nhì.
- 01 Huân chương Bảo vệ Tổ quốc hạng Ba .
- 01 đơn vị được tặng thưởng Huân chương Bảo vệ Tổ quốc hạng Nhất (Phòng Chính trị).
- 01 Huy chương Hợp tác Hữu nghị của Chính phủ Hoàng gia Campuchia.

Và nhiều phần thưởng cao quý khác.